# Niels Giese
Niels Torben Giese (29 de marzo de 1998) es un deportista de Alemania que compite en atletismo. Ganó una medalla de bronce en el Campeonato Mundial de Atletismo Sub-20 de 2016, en la prueba de 4 × 100 m.